# Roma (gmina w okręgu Botoszany)
Roma – gmina w Rumunii, w okręgu Botoszany. Obejmuje miejscowości Cotârgaci i Roma. W 2011 roku liczyła 3249 mieszkańców.